# La Ceiba, Quintana Roo
La Ceiba är en ort i Mexiko.   Den ligger i kommunen Bacalar och delstaten Quintana Roo, i den östra delen av landet, 1 100 km öster om huvudstaden Mexico City. La Ceiba ligger 29 meter över havet och antalet invånare är 156.
Terrängen runt La Ceiba är platt. Runt La Ceiba är det glesbefolkat, med 16 invånare per kvadratkilometer. Närmaste större samhälle är Bacalar, 16,8 km sydost om La Ceiba. I omgivningarna runt La Ceiba växer i huvudsak städsegrön lövskog.